# Assemblée nationale (Seychelles)
Pour les autres articles nationaux ou selon les autres juridictions, voir Assemblée nationale.
VIIe législature
Édifice de l'Assemblée nationale
L'Assemblée nationale (en anglais : National Assembly ; en créole seychellois : Lasanble Nasyonal) est le parlement monocaméral des Seychelles. Établie lors de la Troisième République en 1993, elle est composée de 35 membres élus au suffrage universel direct selon un système mixte pour cinq ans.
Depuis les dernières élections en 2020, le parti politique majoritaire est l'Union démocratique seychelloise. Le président de l'Assemblée nationale est Roger Mancienne depuis le 28 octobre 2020.

## Système électoral
L'Assemblée nationale est composée d'un maximum de 35 sièges pourvus pour cinq ans selon un mode de scrutin parallèle.
Sont ainsi à pourvoir 26 sièges au scrutin uninominal majoritaire à un tour dans autant de circonscriptions électorales, auxquels se rajoutent jusqu'à 9 sièges pourvus au scrutin proportionnel plurinominal dans une unique circonscription nationale, chaque parti obtenant un siège par tranche de 10 % des votes valides obtenus. Jusqu'à une décision de la Cour constitutionnelle en 2011, le seuil de 10 % se calculait sur le total des votes, y compris ceux blancs ou nuls.
Le nombre de sièges au scrutin majoritaire est régulièrement actualisé pour tenir compte de l'évolution de la population. Il était ainsi de 25 sièges avant 2020.

## Siège
Depuis 2009, l'Assemblée nationale siège dans son propre édifice situé à Victoria, la capitale du pays, sur l'Île du Port en face du Palais de justice de la Cour suprême des Seychelles.
Le bâtiment est financé et construit conjointement par le gouvernement seychellois et chinois. Les travaux débutent le 24 mars 2008 et l'inauguration a lieu le 4 décembre 2009,.

## Historique

### Composition
|       | 1993 | 1998 | 2002 | 2007 | 2011 | 2016 | 2020 |
| ----- | ---- | ---- | ---- | ---- | ---- | ---- | ---- |
| US    | 27   | 30   | 23   | 23   | 33   | 14   | 10   |
| SNP   | 1    | 3    | 11   | 11   |      |      |      |
| SDP   | 5    | 1    |      | 11   |      |      |      |
| LDS   |      |      |      |      |      | 19   | 25   |
| PDM   |      |      |      |      | 1    |      |      |
| Total | 33   | 34   | 34   | 34   | 34   | 33   | 35   |

### Liste des présidents
| Législature | Nom               | Début             | Fin             |
| ----------- | ----------------- | ----------------- | --------------- |
| 1re         | Francis MacGregor | 30 juillet 1993   | 1998            |
| 2e          | Francis MacGregor | 30 mars 1998      | 2002            |
| 3e          | Francis MacGregor | 17 décembre 2002  | 2007            |
| 4e          | Patrick Herminie  | 29 mai 2007       | 2011            |
| 5e          | Patrick Herminie  | 2011              | septembre 2016  |
| 6e          | Patrick Pillay    | 27 septembre 2016 | 29 janvier 2018 |
| 6e          | Nicholas Prea     | 6 mars 2018       | 29 octobre 2020 |
| 7e          | Roger Mancienne   | 29 octobre 2020   | en cours        |